# Selsyn
Selsyn – maszyna elektryczna o zasadzie działania zbliżonej do silnika elektrycznego, używana jako przyrząd pomiarowo-wskaźnikowy, który może jednocześnie wykonać pewną pracę. Złożony jest z dwóch uzwojeń ułożonych w stałym polu magnetycznym o tej samej orientacji (np. pionowo w górę), przez które płynie prąd. Obydwa uzwojenia są zwykle odseparowane przestrzennie, jedno znajduje się w miejscu, gdzie dokonywany jest pomiar, drugie zaś tam, gdzie znajduje się mierzony obiekt. Zmiana orientacji jednego z uzwojeń powoduje wychylenie się drugiego. 
Selsyny spotkać można np. na stacjach elektroenergetycznych wyposażonych w transformatory z przełączaniem zaczepów pod obciążeniem w roli wskaźnika położenia zaczepów. Selsyn nadawczy znajduje się wtedy w obudowie przełącznika zaczepów na transformatorze, selsyn odbiorczy (poruszający wskazówkę na tarczy) w nastawni obiektu.

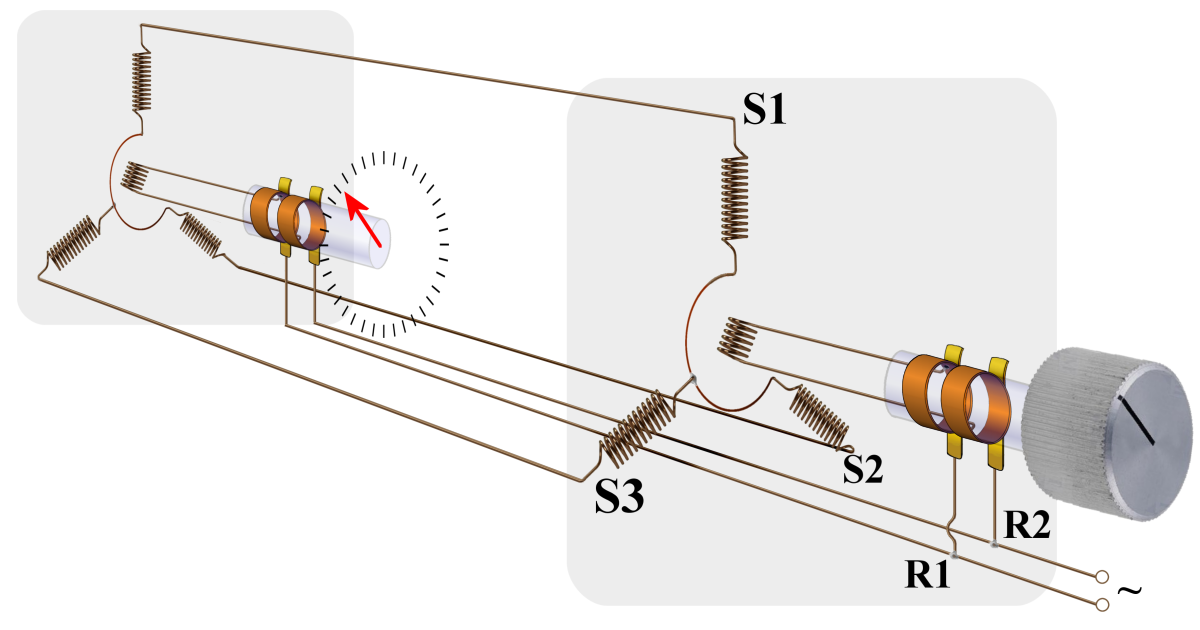
Zasada rozpoznawania

Współcześnie wyszedł z eksploatacji, wyparty przez tańsze rozwiązania elektroniczne. Jeszcze niedawno był stosowany w przepływowej elektrowni wodnej Porąbka, gdzie wskazywał kąt wychylenia grodzi wodnej. 
Urządzenia te są standardowo zasilane napięciem przemiennym zwykle 220 V lub 110 V. Były wykorzystywane w statkach do wskazywania położenia płetwy steru. Na płetwie sterowej jest umieszczony jeden większy selsyn "matka" (będący nadajnikiem dla pozostałych) a do niego podłączone inne przekazujące położenie do wskaźników i innych urządzeń (wskaźnik położenia steru, autopilot). 
Selsyny stosowane były również w maszynach wyciągowych w układach kontroli prędkości. W układach tych selsyny sterowane są systemem specjalnych krzywek zabudowanych na mechanicznym regulatorze jazdy.